# Sebastião de Abreu Pereira Cirne Peixoto
Sebastião de Abreu Pereira Cirne Peixoto ou Sebastião Pereira Cirne de Abreu ou Sebastião Pereira Cirne de Castro (natural de Viana do Castelo, morreu em Maio de 1796), moço fidalgo da Casa Real, cavaleiro da Ordem de Cristo (1.12.1790), 1º senhor de jure e herdade da Vila Nova de Lanheses (transferindo para aí o senhorio de Lindoso e padroeiro da mesma freguesia, onde morava e tinha o seu Paço de Lanheses.

## Biografia
Era bacharel formado em Matemática, na Universidade de Coimbra (1781-82), e seguiu a carreira de armas. Sendo declarado cadete em 27 de Julho de 1778 e promovido a alferes em 25 de Novembro de 1779, a capitão em 18 de Outubro de 1782 e a major em 4 de Julho de 1786 depois do que passou a "licença de Sua Majestade".
É nessa condição que, em 1794, que ocupa o posto de capitão-mor das ordenanças desta mesma localidade de Vila Nova de Lanheses entretanto criado, tal como podia aí exercer o lugar de escrivão para a sua câmara municipal.
É a ele que é dirigida a carta do decreto transferindo o seu senhorio da vila de Lindoso para a da Freguesia de Lanheses, de que já era padroeiro, criando-a vila com a mercê de Juro Herdade (para si e seus descendentes). Segue-se depois outra que vinha com a ordem de anexar e Incorporar à vila de Lanheses as Freguesias de São Paio de Mesindo e de São Martinho de Vilamou.
Foi igualmente comendador da Ordem de Cristo de Vila Franca (Viana do Castelo), de São Pedro Fins de Ferreira (Arquidiocese de Braga) e de oitavos da Vila de Ferreira (Zêzere). Foi igualmente proprietário do prazo Margaride e do prestimónio de Gontinhães., assim como, era "administrador do Morgado dos Peixotos Cirnes", instituído por Domingos Ribeiro Cirne, deputado da Mesa da Consciência e Ordens.
Em 14 de Dezembro de 1790, recebe um hábito de determinada ordem, possivelmente a Ordem de São Bento de Avis da qual sua família estava muito interligada.

## Dados genealógicos
Filho de:
- Pai:
  - Francisco de Abreu Cirne Pereira de Brito, coronel de Infantaria, governador do Castelo de São Tiago Maior da Barra de Viana do Castelo[23] e alcaide-mor de Ferreira, senhor do Paço de Lanheses e do Lindoso, filho de José de Abreu Pereira Brito e Castro, igualmente governador de Viana.
- Mãe:
  - D. Maria Victória Meneses Bacelar, filha de Manuel Carlos Bacelar, Fidalgo da Casa Real, 3.º administrador do vínculo da Casa de Covas, em Covas).

Casado com
- D. Maria José de Lencastre César de Menezes (25 de Setembro de 1776 - 1823[24]), filha de Gonçalo Pereira da Silva de Noronha de Lemos e Menezes (morreu a 18 de Fevereiro de 1793) moço fidalgo acrescentado a fidalgo escudeiro da Casa Real "por sucessão de seus maiores", General, cavaleiro da Ordem de Cristo, senhor de Francemil (em Santo Tirso), da quinta dos Freixos (em Salreu), de Bertiandos e da Casa de Penteeiros, (em Ponte de Lima) e de sua mulher D. Inez Luiza Corrêa de Sá César de Lencastre, filha única e herdeira de Sebastião Correia de Sá, moço fidalgo com exercício na Casa Real, tenente general do Exercito ; governador das armas do Partido do Porto, e de sua mulher D. Clara Joana d'Amorim Pereira de Brito, senhora dos Morgados de Fontão, Agrédo, e Rua Escura, como herdeira de D. Lourenço Manoel de Amorim Pereira, senhor dos ditos morgados, alcaide-mor de Monção; comendador de Santa Maria de Airães na Ordem de Cristo; sargento-mor de Campanha; fidalgo da Casa Real, casado com D. Luiza Josefa de Abreu Pereira, senhora do Morgado da Rua Escura, no Porto.[2]

Teve
- D. Maria Francisca de Abreu Pereira Cyrne Peixoto casada com D. Antão José Maria de Almada, 2.º conde de Almada.